# Neoexpresionism
Neoexpresionismul este un curent în artele plastice contemporane, care a fost deosebit de popular în Europa de Vest și America de Nord în a doua jumătate a anilor 1970 - prima jumătate a anilor 1980.